# Forum Novum
Forum Novum (appelée plus tard Vescovio) est une fondation romaine qui s'est développée en tant que forum ou centre de marché.

## Localisation
Le site archéologique est situé dans la commune de Torri in Sabina dans la province de Rieti.
La localité est fondée le long d'une importante route de transhumance des ovins de l'Antiquité jusqu'au XXIe siècle.

## Histoire
Au début du Ier siècle, sur le parcours d'une importante route de transhumance, Forum Novum est élevée au statut de municipium sous le règne de l'empereur Auguste ou Tibère. Le forum et les bâtiments qui le composent sont rénovés à cette époque. Le site reste jusqu'au IVe siècle avec la présence d'un marché et, même avec une population réduite, il continue à survivre grâce à l'établissement d'un siège épiscopal au Ve siècle, d'où le terme Vescovio.
La colonie est finalement détruite lors des raids sarrasins du IXe siècle, notamment lors du raid de 846. L'église romane Santa Maria della Lode (it) est construite sur ses vestiges.
Au Haut Moyen Âge, la localité devient l'un des trois diocèses de la Sabina Tiberina. Puis du Xe au XVIIe siècle, elle devient le seul diocèse de la Sabine Tiberina.
Au XXIe siècle, il s'agit toujours d'un siège titulaire de l'église catholique.

## Historiographie et archéologie

### Historiographie
La connaissance de l'histoire du lieu provient en grande partie des sources littéraires et des témoignages épigraphiques comme l'Histoire naturelle de Pline l'Ancien.

### Archéologie
Peu de travaux archéologiques systématiques ont été menés dans le centre ou la vallée. Les fouilles menées par la Surintendance archéologique du Latium à la fin des années 1970 et au début des années 1980, qui ont permis de découvrir la basilique, un complexe de temples, une partie du forum et divers bâtiments associés à des fonctions incertaines. Les résultats n'ont jamais été entièrement publiés.
De nouvelles recherches archéologiques sont entreprises en 1997 par la British School at Rome grâce à des relevés géophysiques par radar à pénétration de sol, ce qui a permis montrer la faible occupation de la zone. Cette campagne de fouilles a permis de révéler des bâtiments domestiques comme de petites tabernae, et d'identifier une villa urbaine à proximité du centre-ville, ainsi qu'un amphithéâtre et un complexe thermal. En regroupant ces découvertes, les archéologues supposent que le centre devait être rural mais que des monuments sont érigés grâce à la contribution des élites locales. Cette étude entre dans le cadre du Tiber Valley Project (en) mené pour la partie urbaine par Simon Keay et Martin Millett (en).
Des fontaines sont mis au jour pendant les fouilles réalisées en 2004.
Les fouilles archéologiques ont permis de révéler une inscription en l'honneur d'un important dignitaire local : Publius Faianius Plebeius. Cette inscription est répertoriée au Corpus Inscriptionum Latinarum sous la dénomination CIL 9, 4786 ou 5767 des Inscriptiones Latinae selectae. 
D'autres fouilles menées en 2013 ont permis de repérer le tracé de l'aqueduc en grande partie conservé et fonctionnel.

#### Découverte et conservation
L'inscription découverte lors des fouilles de la fin des années 1990 est conservée en deux exemplaires. Un premier exemplaire le plus complet, dont la partie droite était insérée dans l'église de Vescovio depuis le XVIe siècle et la partie gauche est découverte en 1866 dans un terrain proche de l'église, est conservé dans l'antiquarium du Forum Novum, à Vescovio. Le second exemplaire qui ne comprend que deux fragments dans l'église Santa Maria in Legarano (it) à Casperia.
Le support du texte sont de grandes plaques de marbre. L'inscription date de l'époque julio-claudienne et a probablement été réalisé par un tailleur de pierre résidant en ville. Elle évoque la thématique de la construction d'édifices liés à l'eau ou à la fourniture d'eau. Elle est également divisée en deux textes de six lignes. Le premier texte mentionne la construction d'un aqueduc, de fontaines et de canalisations pendant que Publius Faianius Plebeius occupe la fonction de duumvir. Le second texte évoque le don de l'eau de la propriété du duumvir pour alimenter les thermes car le terrain où ils se situent ne possède pas d'eau.
L'ancien aqueduc est construit en opus caementicium dont une partie est encore visible au nord sur le bord de la route allant à Torri in Sabina. Un des aqueducs devait alimenter le bassin des thermes, ce dernier bâtiment ayant été partiellement fouillé. Proche de l'aqueduc, une large villa a été découverte et y est reliée, elle date du début du Ier siècle. Son propriétaire se dénomme Publius Faianius Plebeius, probablement le citoyen le plus important de la localité.
Le centre monumental (basilique, temples, fontaines) est rénové au début de la période impériale.

## Annexe

#### Ouvrage
- (en) Paul Roberts, Forum Novum Excavations, September 2003, 2003.

#### Articles
- (en) Filippo Coarelli, « P. Faianius Plebeius, Forum Novum and Tacitus », Papers of the British School at Rome, vol. 73,‎ 2005, p. 85-98. .
- G. Filippi, « IV. Sabina et Samnium. Forum Novum », Supplementa Italica, Rome, no 14,‎ 1989, p. 149-150 et 181-182.
- (en) Vince Gaffney, Helen Patterson et Paul Roberts, « Forum Novum - Vescovio: Studying urbanism in the Tiber Valley », Journal of Roman Archaeology, no 14,‎ 2001, p. 59-80. .
- (en) Vince Gaffney, Helen Patterson et Paul Roberts, « Forum Novum - Vescovio: the results of the 2003 field season », Lazio e Sabina,‎ 2004.
- (it) A. M. Reggiani, « Forum Novum », Enciclopedia dell'arte antica, classica e orientale, Rome,‎ 1994.
- (it) M. Santangelo, « Cottanello, Forum Novum, Montasola, Montebuono, Fasti », Fasti Archeologici, vol. 30, no 1,‎ 1975-1976, p. 805-806.

#### Chapitre
- (en) Vince Gaffney, Helen Patterson et Paul Roberts, « Forum Novum (Vescovio): an new study of the town and bishopric », dans Helen Patterson, Bridging the Tiber. Approaches to Regional Archeology in the Middle Tiber Valley, Londres, Archaeological Monographs of the British School at Rome, 2013, p. 238-251.